# فردريك روبنز
فردريك شبمان روبنز (Frederick Chapman Robbins) ـ (25 أغسطس 1916 ـ 4 أغسطس 2003) طبيب أطفال وعالم فيروسات أمريكي، تقاسم  جائزة نوبل في الطب لعام 1954 مع مواطنيه جون إندرز وتوماس ولر لأبحاثه الرائدة في عزل واستزراع فيروس شلل الأطفال، وهي الأبحاث التي مهدت الطريق أمام جوناس سولك وألبرت سابين لاكتشاف لقاحيهما الواقيين من شلل الأطفال.

## روابط خارجية
- فردريك روبنز على موقع الموسوعة البريطانية (الإنجليزية)
- فردريك روبنز على موقع مونزينجر (الألمانية)
- فردريك روبنز على موقع إن إن دي بي (الإنجليزية)